# Диалекты шведского языка
Диале́кты шве́дского языка́ — локальные языковые варианты, которые имеют общее происхождение от древнескандинавского языка, но не получившие сильного влияния литературного шведского языка. Шведские диалекты также называют «деревенским» (bygdemål) или «сельским» (sockenmål) языком. Каждый отдельно взятый диалект — это не разновидность шведского языка, а один из северных диалектов на котором, главным образом, говорят в самой Швеции и на её бывших территориях. Многие из них, например диалекты, на которых говорят в Клёвшё в Емтланде, в Орсе в Даларне или Нерпесе в Эстерботтене (Финляндия), часто имеют множество своеобразных грамматических аспектов, которые берут начало из более старой языковой системы. Эти диалекты могут быть практически непонятны большинству шведов, большая часть из которых говорит на rikssvenska («державном» шведском). Распространение таких диалектов часто ограничено пределами одного села, церковного прихода.

## Группы диалектов
Шведские диалекты принято делить на шесть основных групп, каждая из которых имеет общие черты грамматики, произношения и словарного запаса. Примеры диалектов этих групп приведены ниже, однако, для каждой группы даны лишь наименее близкие между собой диалекты, поскольку общее их количество составляет несколько сотен и можно считать, что каждый отдельно взятый населенный пункт является носителем своего собственного диалекта.
- Норрландская группа (Norrländska mål) — побережье Норрланда на юг до середины Хельсингланда, а также Эстерботтен:

1. Эверкаликс, Норрботтен,
2. Буртреск, Вестерботтен,
3. Нерпес, Эстерботтен.
- Язык Свеев (Sveamål) — весь Свеаланд, а также побережье Норрланда на север до середины Хельсингланда:

4. Эльвдален, Даларна,
5. Гресё, Уппланд,
6. Сурунда, Сёдерманланд,
7. Вибю, Нерке.
- Готландская группа (Gotländska mål) — Готланд, а также Дагё (на последнем вымер):

8. Форё, Готланд.
- Восточно-шведская группа (Östsvenska mål) — юго-западная материковая часть Финляндии:

9. Драгсфьерд, Эгентлига-Финланд,
10. Борго, Нюланд.
- Гётская группа (Götamål) — западный и северный Гёталанд кроме Бохуслена, а также Вермланд:

11. Чёла, Вермланд,
12. Флубю, Вестергётланд,
13. Римфорса, Эстергётланд.
- Южно-шведская группа (Sydsvenska mål) — самая южная часть Швеции, включая Сконе, Блекинге, южный Халланд и некоторые части Смоланда (по большей части в юго-западных частях):

14. Орстад-Хеберг, Халланд,
15. Несшё, Смоланд,
16. Емсхёг, Блекинге,
17. Лёдеруп, Сконе.
- Прочие — Емтланд, Херьедален, северо-запад Хельсингланда, Бохуслен:

18. Аспос, Емтланд,
19. Стуршё, Херьедален,
20. Дельсбу, Хельсингланд,
21. Уруст, Бохуслен.

## Финский Шведский
Финляндия была частью Швеции со времен Средневековья, и шведский оставался единственным административным языком с момента распада в 1809 году до 1902 года и доминирующим языком культуры и образования до обретения Финляндией независимости в 1917 году. В конституции независимой Финляндии, Шведский язык имеет статус единого национального языка, приравненного к финскому. В 2004 году, согласно официальной статистике, 5,5% населения Финляндии говорили на шведском как на родном языке.
На стандартном финском языке (« верхний шведский ») говорят в крупных городах, особенно в Турку и Хельсинки, и он доминирует в средствах массовой информации, в официальном контексте и когда встречаются люди из Остроботнии и других частей страны. Языковой орган стремится обеспечить, чтобы стандартный финско-шведский язык не слишком сильно отличался от национального шведского, и призывает ограничить использование некоторых финских выражений в контексте также с национальными шведскими слушателями или читателями. Различия между финско-шведским и национальным стандартным шведским языком невелики, за исключением определенной терминологии, сравнимой с различиями в национальном стандартном шведском языке, поскольку на нем говорят в разных частях страны.
Финско-шведские диалекты принято делить на четыре группы: остроботнические , аландские , аболандские и ниландские . Основные группы далее делятся на северную, среднюю и южную Остроботнию; западные и восточные Аландские острова; западный и восточный Аболанд, а также западный, центральный и восточный Ниланд. Диалекты наиболее традиционны в Остроботнии, восточной части Ниланда и некоторых частях архипелага Аболанд, в то время как на Аландских островах, а также в западной и центральной части Ниланда диалекты претерпели значительное выравнивание. Некоторые диалекты в сельской местности Остроботнии значительно отличаются от верхнешведского, в некоторых случаях так, что большинство говорящих на шведском языке из южной Финляндии с трудом или вообще не могут понять их в их подлинной форме. ДиалектНарпеса обычно приводят как самый крайний пример.
Шведский, на котором говорят финноговорящие, в Швеции иногда путают с финским шведским. И финско-шведский, и национальный шведский язык используются при обучении шведскому языку как « второму родному языку », многие финны в основном знакомятся с финским шведским языком, а финский и финско-шведский язык имеют некоторые общие черты, отчасти из-за влияния в обоих направлениях, но Финское произношение не следует путать с финско-шведским.